# Sjöviks herrgård

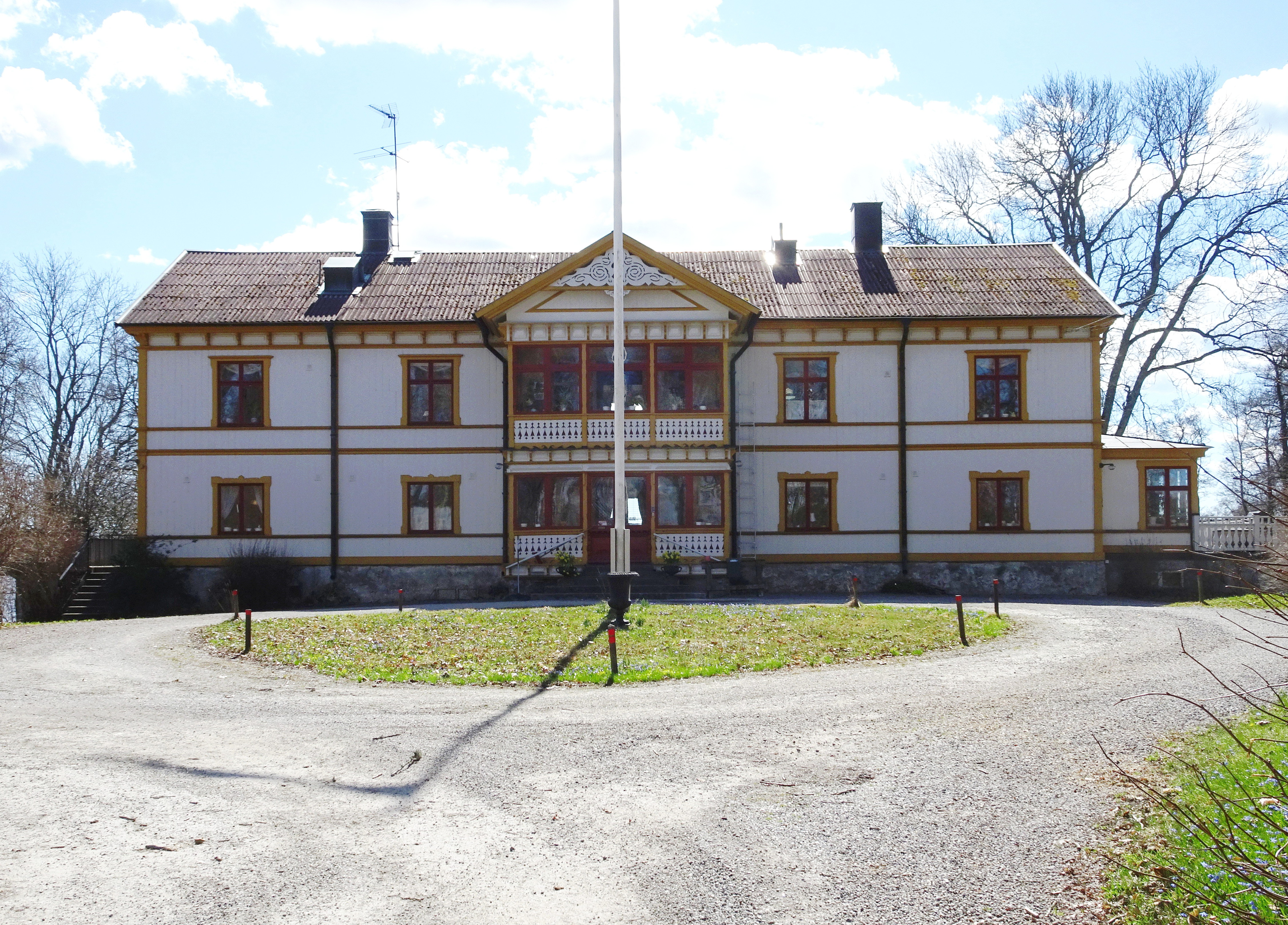
Sjöviks huvudbyggnad, även kallad "Almgården", entrésidan i april 2018.

Sjövik är en herrgård vid Lyngsta i Sorunda socken, Nynäshamns kommun, Stockholms län. Gården ligger vid Sjöviksvägen intill nordvästra sidan av sjön Västra Styran, strax söder om länsväg 225. Sjöviks historiska bebyggelse är väl bevarad, här bedrivs idag bland annat hästverksamhet.

## Historik

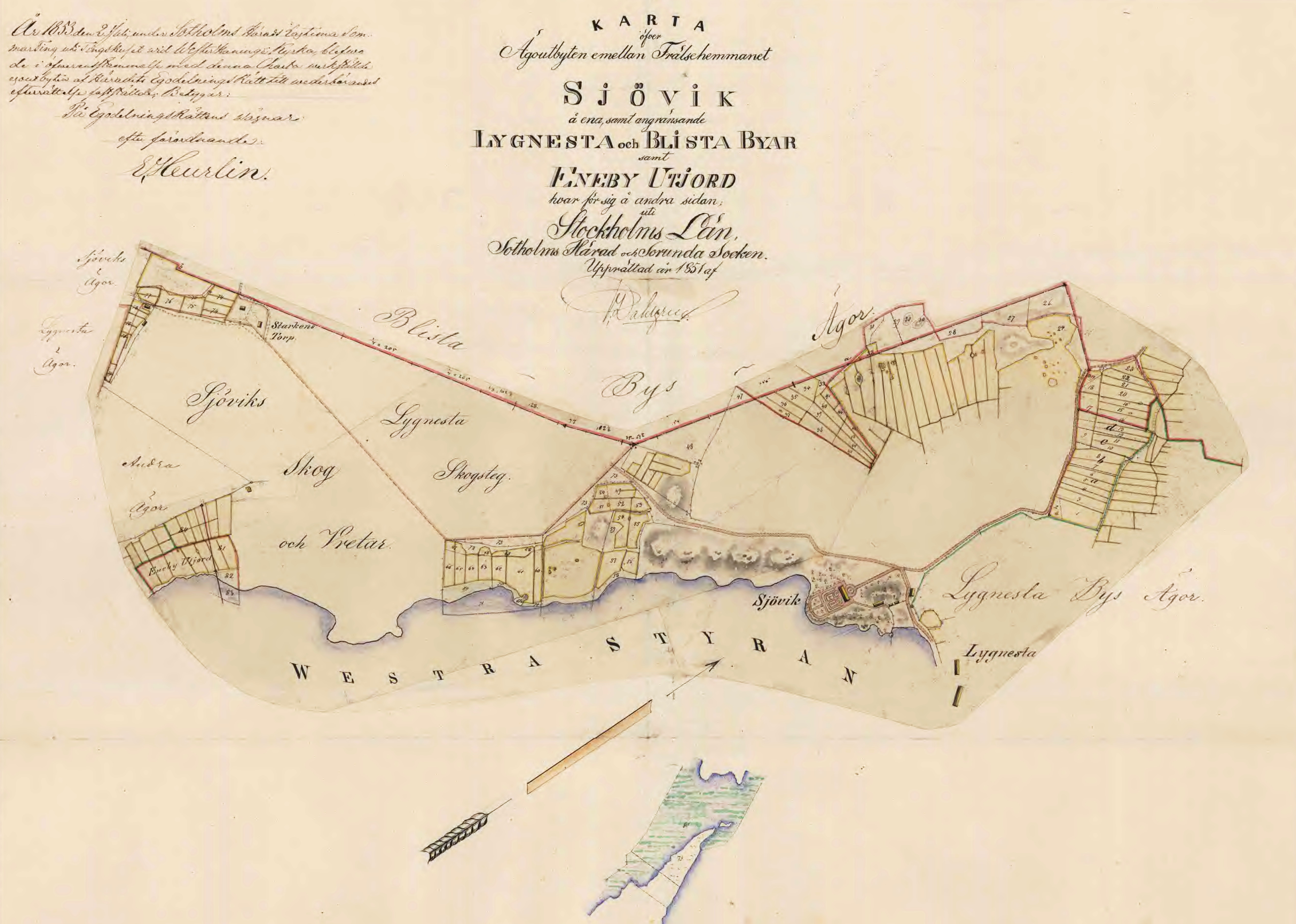
Karta över Sjövik, Lyngsta m.fl. år 1851.

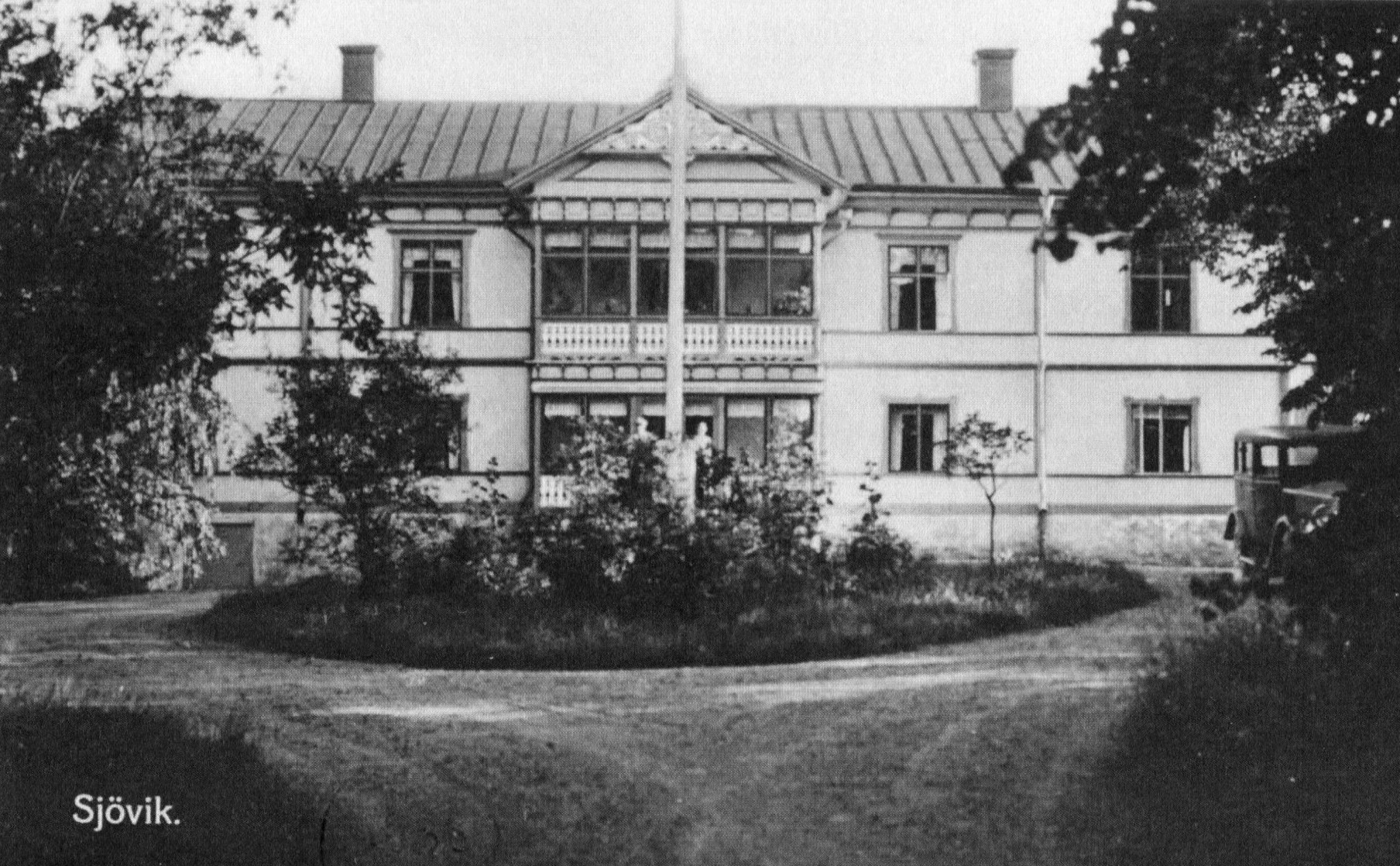
Sjöviks huvudbyggnad, entrésidan 1928.

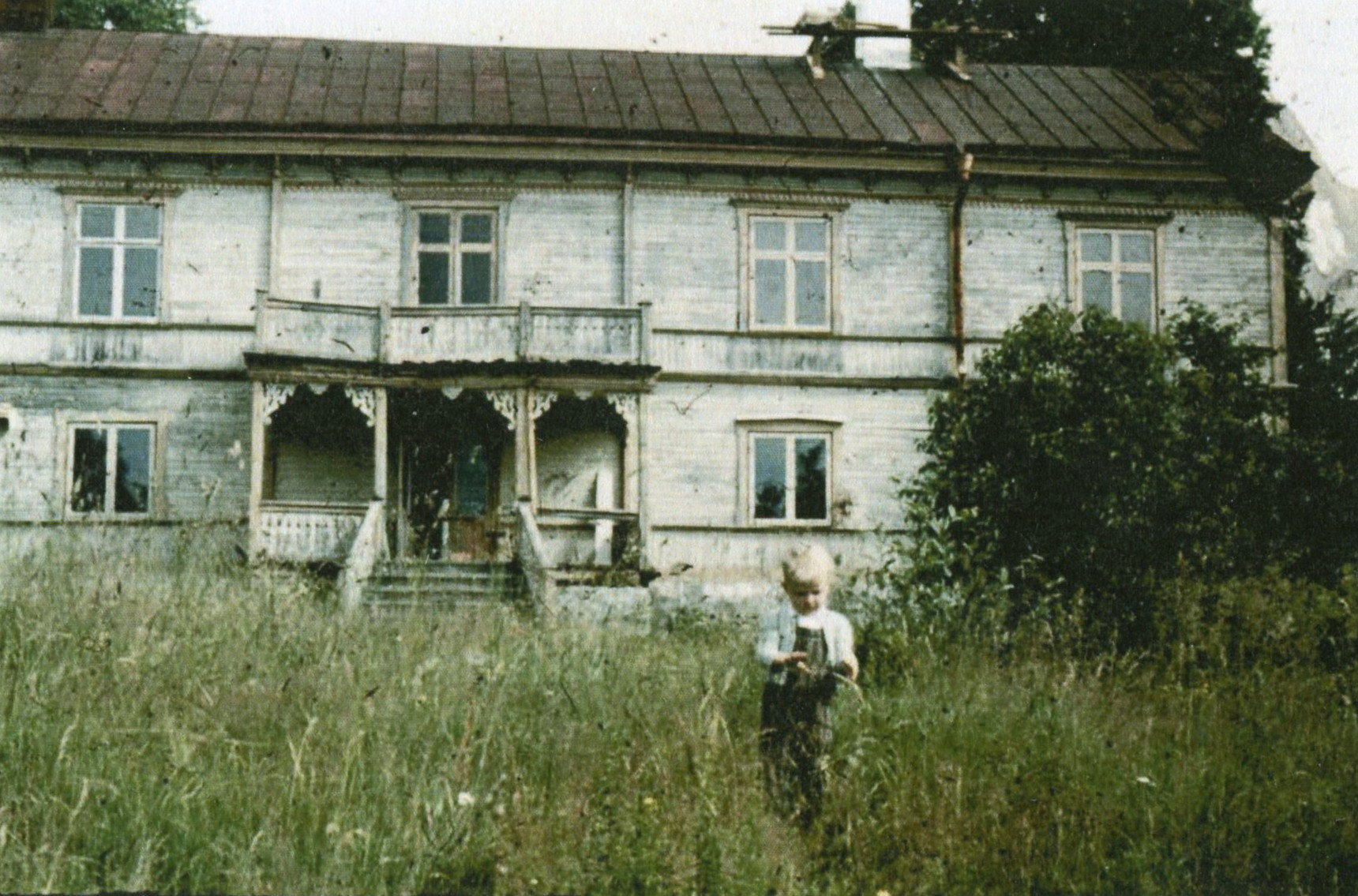
Sjöviks huvudbyggnad, gårdssidan 1958.

Trakten kring Sjövik och Lyngsta är rik på fornlämningar, bland annat finns ett fornlämningsområde med ett större gravfält med stensättningar från järnåldern norr Lyngsta.
Sjövik var ursprungligen en av tre gårdar som hörde till egendomen Lyngsta som i sin tur omnämns redan 1331 som Jn lygnistum. 1385 talas om holfwaster j lyghnastom. På 1640-talet bildades Lygnestad säteri som dock indrogs vid reduktionen på 1680-talet. Under säteritiden tillhörde gården godset Fållnäs och därefter låg det några år under Ristomta och under hela 1700-talet var det en arrendegård under Djursnäs.
År 1804 förvärvades gården av Adrian Mineur. 1809 stod nuvarande herrgårdsbyggnaden färdig vid nordvästra sidan om sjön Västra Styran. Det var då ett timrat envåningshus med fasader klädda av rödmålad panel under ett valmat och brutet sadeltak. Mellan 1817 och 1825 var prosten i Sorunda församling, Bengt Jungblad, ägare och efter honom tillträdde kapten Eric Magnus Öhngren. På 1840-talet höjdes mangården med en våning, taket ändrades till enkelt sadeltak och fasaderna putsade i gult och vitt. Gården ägdes från 1849 av löjtnant August Lagercrantz och fick då namnet Sjövik. Markutbyten och omfattande utdikningar genomfördes under hans tid.
Omkring 1850 avstyckades frälsehemmandet Sjövik omfattande ett mantal från Lyngsta och Blista samt Södra Enby. Ägare var löjtnant August Lagercrantz som även beställde avstyckningen. Lagercrantz gav stället sitt nuvarande namn Sjövik. Från och med 1856 ägdes Sjövik av prosten Johan Petter Hagberg med hustru Carin. Efter prostens död 1863 bodde "änkeprostinnan" kvar till sin död 1887. Under hennes tid hörde till gården utöver corps de logi även en östra flygel samt stall- och ladugårdar väster om gården. De nuvarande ekonomibyggnaderna uppfördes på 1870-talet.
Efter att gården åter hörde några år till Fållnäs förvärvades den 1895  av Carl Fagerlund som varit förvaltare på närbelägna Nynäs gård i Nynäshamn. Han lät renovera samtliga byggnader och uppföra en ny flygel på platsen för den ursprungliga mangården.
Från 1920 till 1957 innehades Sjövik av godsägaren Karl Arnberg (född 1870) och hustru Anna, dotter till Carl Fagerlund. Arnberg var riddare av Kungliga Vasaorden och hade en lång rad förtroendeuppdrag i kommunen bland annat som ordförande i kommunfullmäktige, ordförande i Sotholms nya väghållningsdistrikt och ordförande i Stockholms läns brandförsäkringsbolag.
Arnbergs arvingar sålde 1957 huvudbyggnaden med park till Carl Fagerlunds sonson Nils Almgården med hustru Greta och jordbruket såldes på 1960-talet till Stockholm stad. Den avstyckade delen med huvudbyggnaden fick namnet Almgården medan jordbruksfastigheten fortfarande benämndes Sjövik. Corps de logi var då i mycket dåligt skick och genomgick en omfattande renovering och ombyggnad. I huset inrättades lägenheter för uthyrning. Familjen Almgården bodde i Västerås och tillbringade sina somrar på Almgården där de bodde i en av lägenheterna.
Sedan 1987 är sonen Per Almgården ägare. Mellan 1992 och 2011 renoverades huvudbyggnaden åter igen, denna gång för att ge huset tillbaka sin exteriör från 1890-talet och interiör från 1840-talet. Gårdscentrum och andra marker är numera återköpta från Stockholms stad. Arealen uppgår till 176 hektar mark och 36 hektar vatten. På gården bedrivs bland annat hästverksamhet.

## Bilder

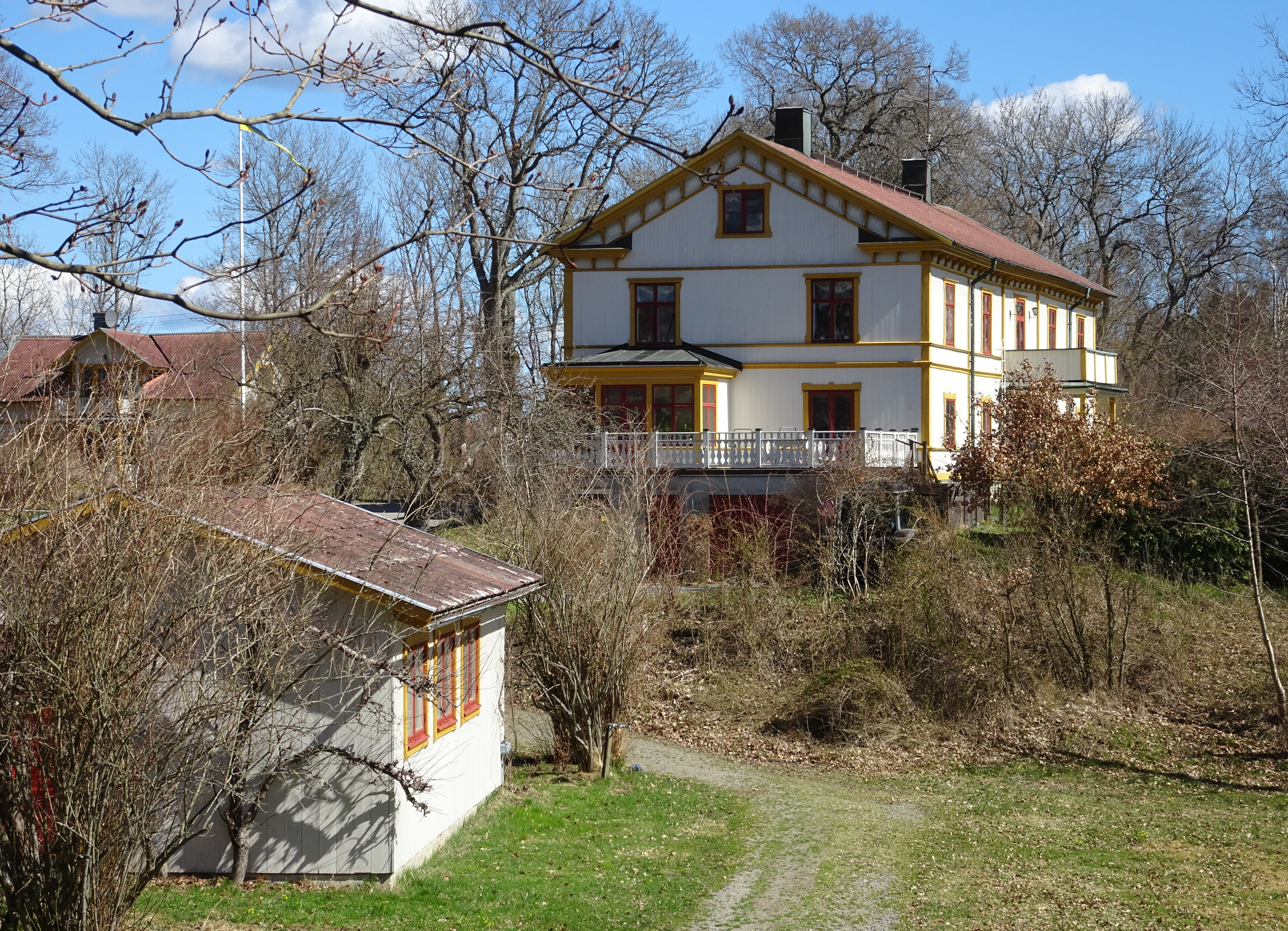
Huvudbyggnad
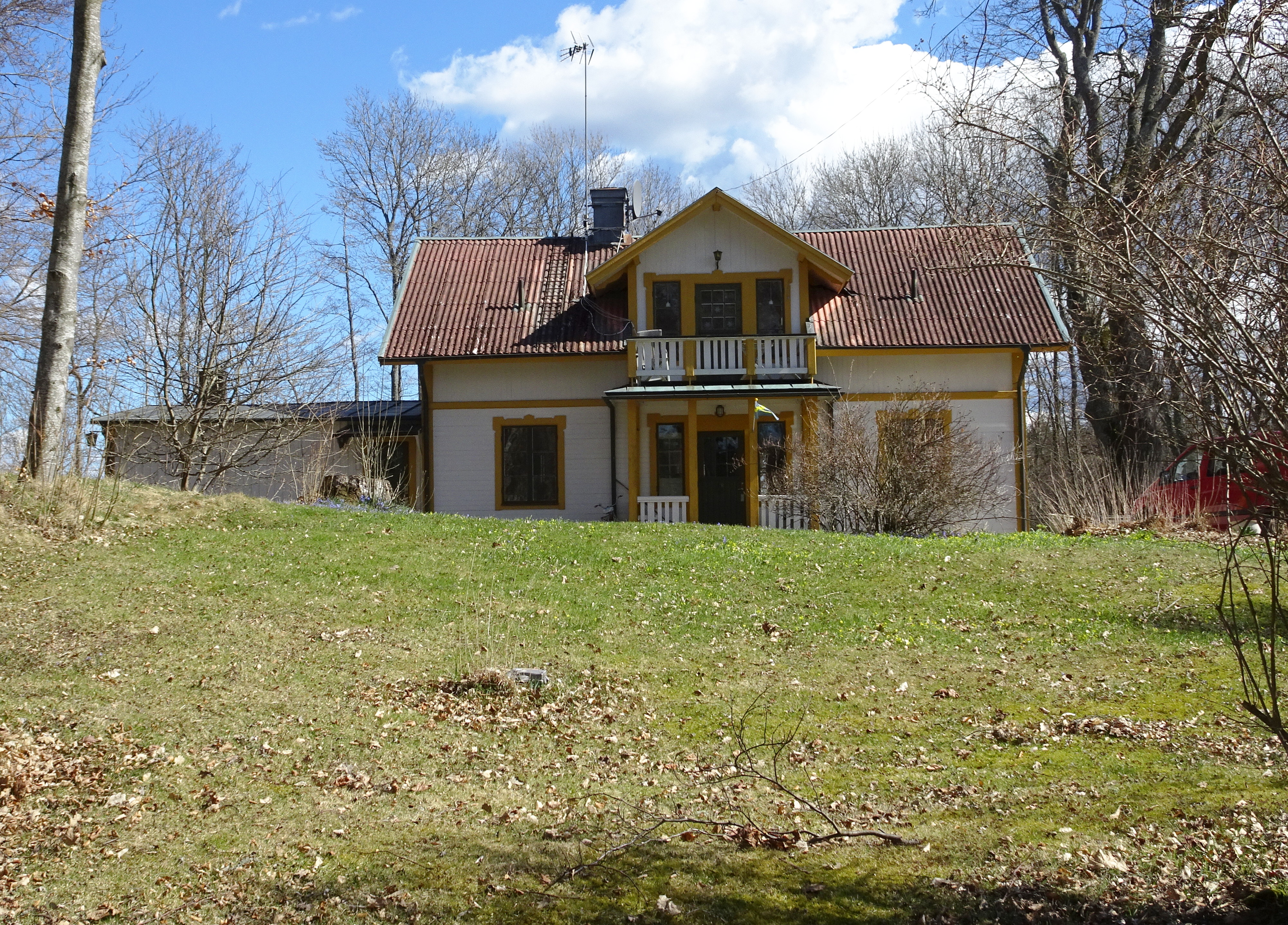
Flygeln
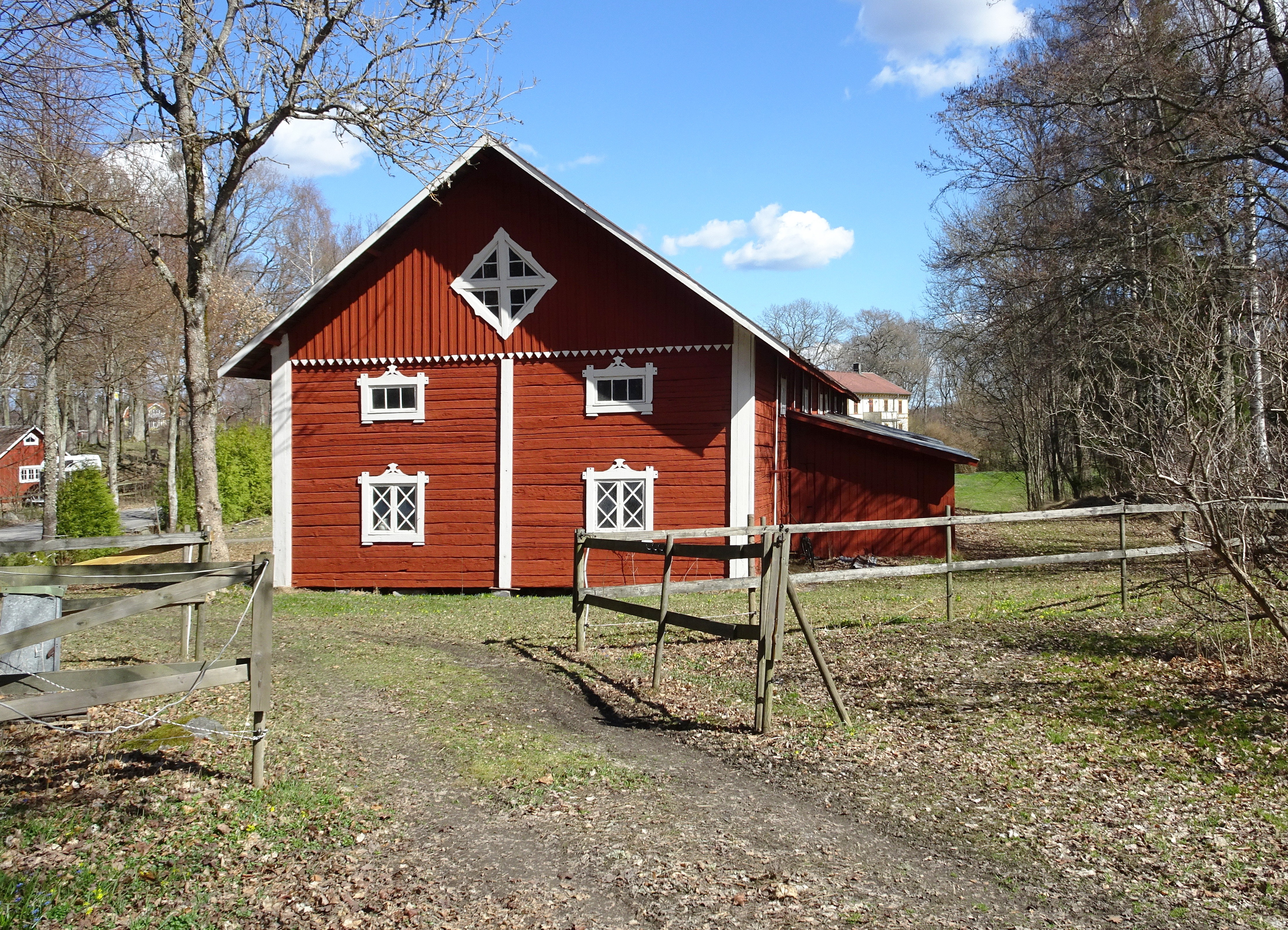
Ekonomibyggnader
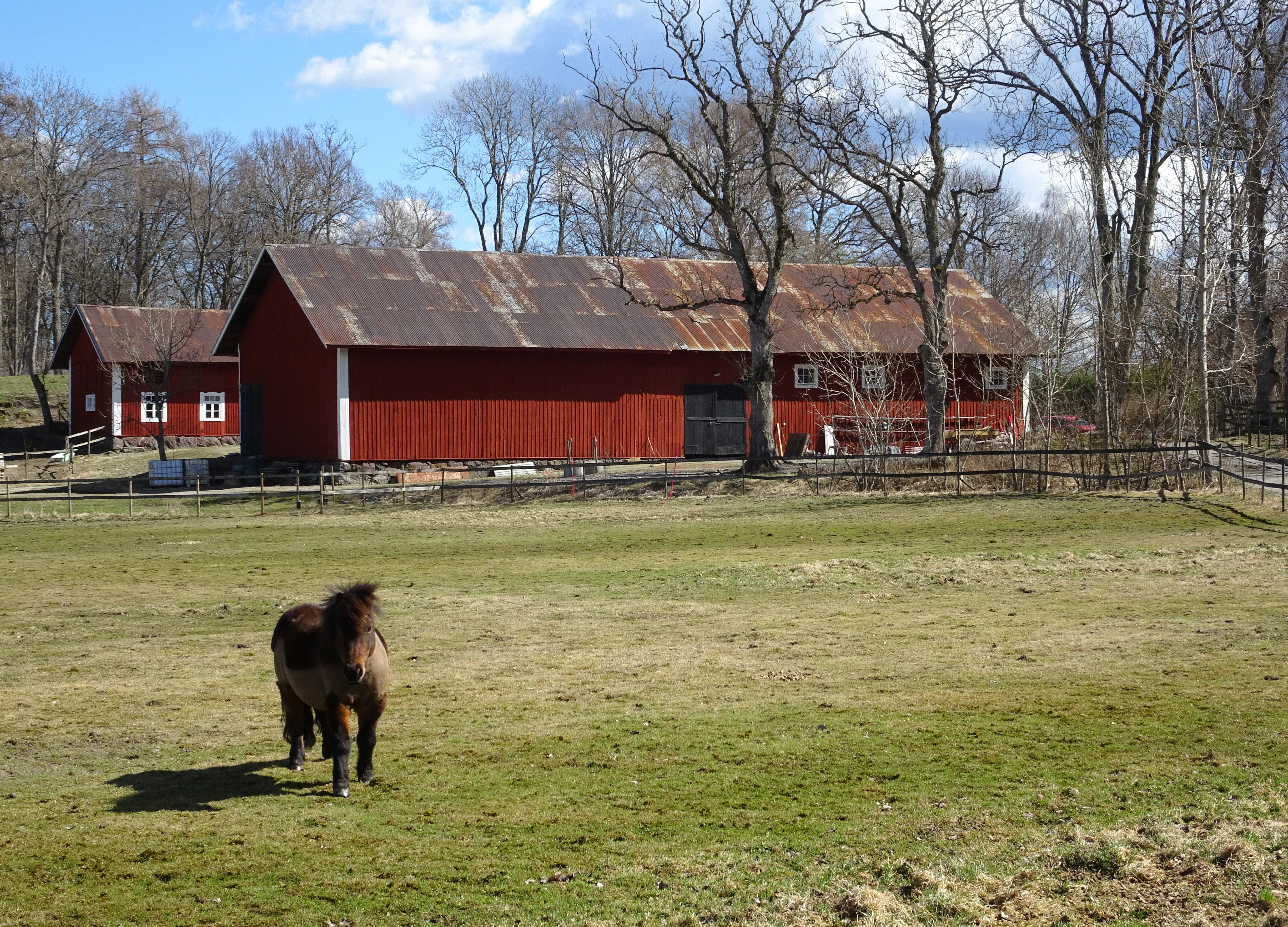
Ekonomibyggnader
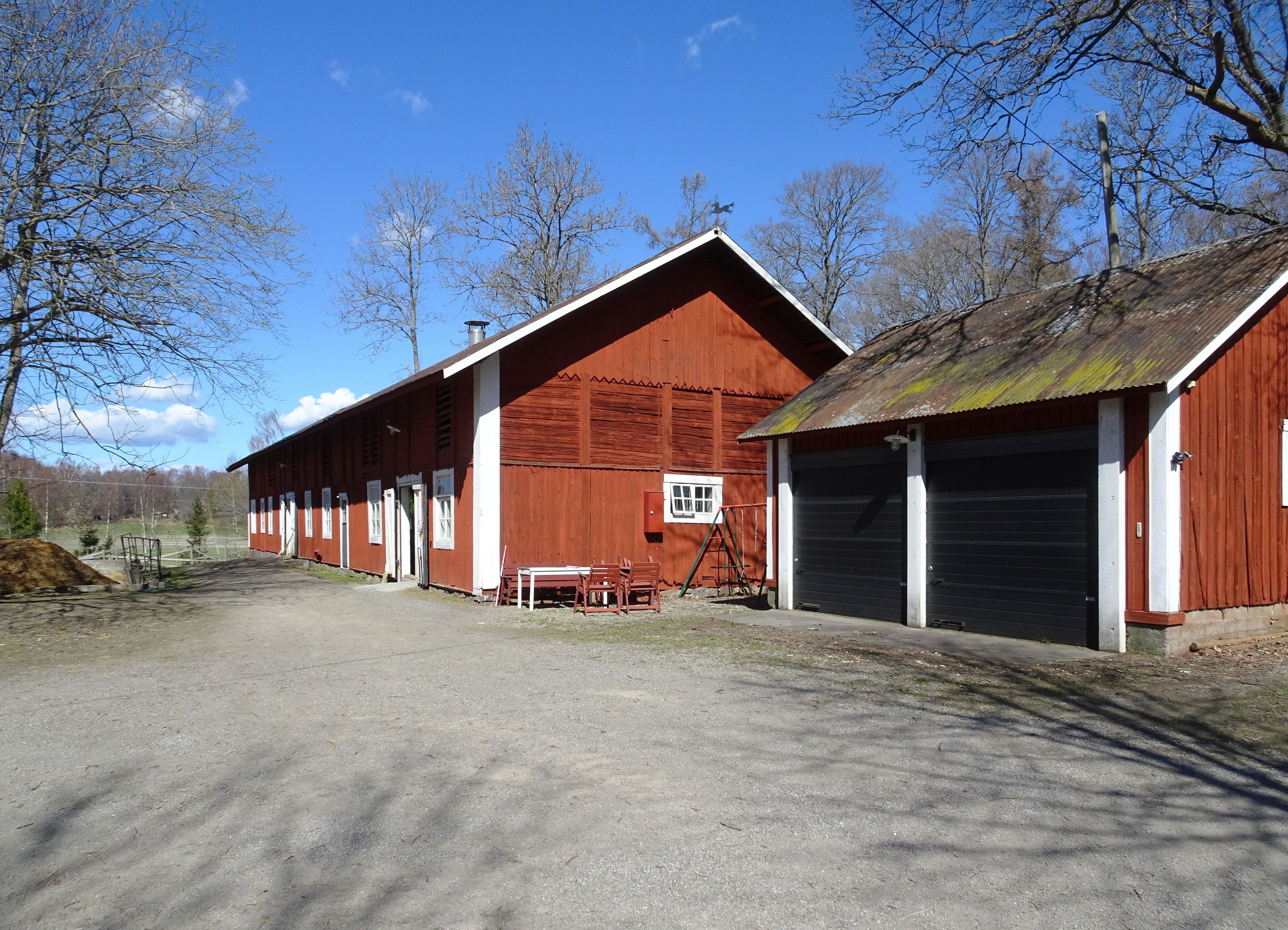
Ekonomibyggnader